# Ordonnances manuélines
Les Ordonnances manuélines (Ordenações Manuelines) est un code de lois promulgué en 1521 sous le règne de Manuel Ier. Elles sont remplacées en 1603 par les Ordonnances philippines.